# Giovanni Siotto Pintor
Giovanni Siotto Pintor (Cagliari, 29 novembre 1805 – Torino, 24 gennaio 1882) è stato un politico, avvocato e magistrato italiano.

## Origini familiari
Nacque nella famiglia Siotto di Orani, possidenti e professionisti, che si trasferì nel 1794 a Cagliari. Il 26 settembre 1826 il padre già defunto ebbe ad istanza sua e degli altri figli (Efisio Luigi, Antonio, Giuseppe, Anna Maria alias Marianna e Gaetana) da re Carlo Felice il diploma di cavaliere e nobile (che dava diritto al trattamento di don e donna), tutti titoli ereditari di cui godrà dunque anche Giovanni. Questi, per distinguersi dal cognome del padre (Siotto), aggiunse poi a quello della famiglia anche il cognome della madre, che era la nobile donna Luigia Pintor Sirigu. Talvolta il suo cognome è scritto con un trattino: Siotto-Pintor, anche se è più corretto scriverlo senza.

## Carriera professionale
Da giovane, fu collaboratore del giornale "L'indicatore", l'organo cagliaritano più in vista nella prima metà del secolo, dove dimostrò le sue doti oratorie. Ricoprì in seguito la carica di direttore della Gazzetta di Sardegna, un giornale filogovernativo quando al governo andò la sinistra storica.
Il primo impiego nell'amministrazione pubblica fu come applicato presso l'ufficio dell'avvocato fiscale generale, una sorta di intendente di finanza dell'epoca.
Entrato quindi in magistratura, ricoprì l'importante grado di giudice della Reale Udienza, massimo organo giudiziario ed amministrativo dell'allora autonomo Regno di Sardegna, dal 1835. Dopo l'annessione della Lombardia a seguito della seconda guerra d'indipendenza, fu subito (1860) assegnato alla corte di cassazione di Milano, in cui alla fine chiuse la carriera come presidente di sezione.

## Carriera politica
In veste di giornalista, fu grande sostenitore della "perfetta fusione" della Sardegna con gli "Stati di terraferma". La fusione, avvenuta nel novembre 1847, e la successiva promulgazione dello statuto albertino gli permisero un impegno diretto in politica.
Fu deputato in più legislature; rieletto in diversi collegi (Nuoro II e Bitti), venne escluso dalla Camera perché il numero dei magistrati vi era contingentato.
Di fede liberale, fu strenuo sostenitore dell'unificazione italiana e avverso al potere temporale dei pontefici, i cui legami con Napoleone III comportavano il rischio che la Sardegna venisse ceduta alla Francia. Quest'ultima scelta lo spinse su posizioni anticlericali: fu scomunicato dall'arcivescovo di Cagliari Emanuele Marongio-Nurra, e reagì con i suoi scritti.
Conosciuto come oratore brillante e spesso anche polemico, si schierò con la sinistra parlamentare. Uno dei primi a sostenere la politica autonoma sarda, cambiando la sua precedente posizione unionista, fu protagonista di discorsi su temi importanti quali: l'ordinamento giudiziario e matrimoniale; la politica nazionale ed estera; i monti frumentari; la pena di morte.
Nel 1848, insieme a Giovanni Battista Tuveri, presentò un progetto sulle liquidazioni feudali e l'abolizione delle compagnie barracellari.
Il 22 febbraio 1849, durante una seduta del Consiglio dei ministri difese Vincenzo Gioberti, che il giorno prima aveva dato le dimissioni come Presidente del Consiglio. Gioberti fu violentemente attaccato nel tentativo di metterlo sotto accusa e Siotto Pintor lo difese, evitando così uno scontro che avrebbe potuto degenerare durante la stessa seduta nella Camera dei deputati.
Nel 1861, fu nominato Senatore del Regno dal re Vittorio Emanuele II.

## Attività culturale
La sua fama di scrittore è legata principalmente alle opere relative alla Storia letteraria di Sardegna, del 1843-1844, e alla Storia civile dei popoli sardi, del 1877, benché sia copiosa la produzione soprattutto legata alla sua attività politica o di polemista.
I suoi scritti eruditi lo portarono a essere membro di importanti sodalizi culturali: fu socio ordinario della Società agraria ed economica di Cagliari; socio corrispondente dell'Accademia delle scienze di Torino; socio dell'Accademia nazionale di scienze, lettere ed arti di Modena.

## Opere
- Storia letteraria di Sardegna, 3 volumi, Cagliari, Timon, 1843-1844 (ristampa anastatica Forni, Sala Bolognese, 1981);
- A Emmanuele Marongio vescovo per grazia di Dio e del re, scomunicante, Giovanni Siotto Pintor deputato per grazia di Dio e de' suoi elettori, scomunicato, Cagliari, Nazionale, 1850;
- Degli uffici de' magistrati e della virtù civile. Libri sei, Cagliari, Timon, 1850;
- De principii razionali e di diritto positivo intorno al matrimonio. Saggio, Cagliari, Timon, 1852;
- De' Monti Frumentari dell'isola, Cagliari, Timon, 1859;
- Sugli studi preliminari intorno all'ordinamento giudiziario pel Regno d'Italia. Osservazioni, Milano, Vallardi, 1861;
- Intorno alle voci di cessione dell'isola. Considerazioni, dichiarazioni, protesta dei popoli sardi, Milano, Vallardi, 1861;
- Ai vescovi adunati in Roma. Lettera cattolica, Firenze, Torelli, 1862;
- Contro la proprietà intellettuale, Milano, Tipografia P. Agnelli, 1865;
- Non più Francia. Lettera politica a' ministri del Regno italiano, Cagliari, Gazzetta popolare, 1867;
- La vita nuova, ossia rinnovamento delle instituzioni e degli ordinamenti dello Stato, 2 volumi, Torino, Bellardi Appiotti e Giorsini, 1869;
- Storia della vita di Giuseppe Manno, Torino, Bellardi Appiotti e Giorsini, 1869;
- Il ridicolo. Dramma in sei atti, Torino, Bellardi e Appiotti, 1875;
- Storia civile dei popoli sardi dal 1798 al 1848, Torino, Nuova Torino, 1877 (ristampa anastatica Forni, Sala Bolognese, 1995).

## Eredità di Giovanni Siotto Pintor
Prende la denominazione da Giovanni Siotto Pintor uno dei licei classici di Cagliari, quello in cui, fra l'altro, aveva studiato lui stesso.

Attualmente un suo discendente omonimo, avvocato, è stato presidente dell'Ordine degli Avvocati di Cagliari per due mandati consecutivi e attuale presidente dell'Osservatorio del Foro di Cagliari, organismo attivo nella tutela della deontologia forense.